# كارلوس أليكساندر كاردوسو
كارلوس أليكساندر كاردوسو (بالبرتغالية: Carlos Alexandre Cardoso‏) (11 سبتمبر 1984 في البرازيل - ) هو لاعب كرة قدم برازيلي في مركز الدفاع. لعب مع إستريلا دا أمادورا وسبارتاك فلاديكافكاز وسي إس باندوري تارغو جيو ونادي تراكتور سازي ونادي فيتوريا ونادي نيفتشي باكو وكومرسيال ‏.

## وصلات خارجية
- كارلوس أليكساندر كاردوسو على موقع قاعدة بيانات كرة القدم.إي يو (الإنجليزية)
- كارلوس أليكساندر كاردوسو على موقع Soccerway.com (الإنجليزية)
- كارلوس أليكساندر كاردوسو على موقع عالم كرة القدم.نت (الإنجليزية)